# 廖炳堅
廖炳堅（1964年1月3日—）是天主教馬來西亞籍總主教、現任吉隆坡總教區總主教及馬來西亞第一位華人總主教。

## 簡歷
廖炳堅於馬來西亞芙蓉市岀生，在四兄弟姐妹中排行第二。他在聖保祿教會學校完成中小學課程後於1983年至1988年在澳洲新南威爾斯大學攻讀，並獲得建築學學士學位。畢業後，他在悉尼、新加坡、馬來西亞柔佛州和吉隆坡等不同的工地做了六年的工地協調員，之後進入馬來西亞檳城大修院攻讀神學。
他於2002年4月20日在吉隆坡總教區晉鐸，並在芙蓉聖母往見堂擔任副本堂。兩年後，他前往台灣學習半年華語。同年底，他被調派為加影聖家堂區的本堂神父。
直到2007年，吉隆坡總教區總主教墨菲·帕基安總主教派遣他到羅馬宗座額我略大學學習教會史。2010年，獲得教會史碩士學位後回國，並被任命為檳城大修院教授及培育導師。
他於2014年7月3日晉牧，並獲教宗方濟各委任為吉隆坡總教區總主教，同年10月6日就職。方濟各於2015年6月29日的聖伯多祿聖保祿瞻禮上以年初定立的新方式將羊毛肩帶授予廖炳堅。

## 言論

### 基督徒稱呼安拉
在宣佈任命的記者會上，廖炳堅總主教拒絕就法院就基督徒使用「安拉」一詞的最新裁決發表意見，但會在適當時機發表看法。他強調與其他宗教對話的重要性，並「期待宗教間的對話，促進馬來西亞的不同種族及信仰間之關係更密切。」

### 2016年教宗擢升樞機
廖炳堅總主教就榮休總主教安多尼·沙德·費爾南德斯擢升為樞機發表聲明說：「費爾南德斯候任樞機將是首位馬來西亞樞機，教宗方濟各給予馬來西亞教會這份肯定，以此任命給予我們榮譽，實在是莫大的喜悅。」